# Joánisz Raíszisz
Joánisz Raíszisz (görögűl: Ιωάννης Ραϊσις) (? – ?) olimpiai ezüst- és bronzérmes görög vívómester.
Az 1906. évi nyári olimpiai játékokon, Athénban indult, amit később nem hivatalos olimpiává nyilvánított a Nemzetközi Olimpiai Bizottság. Ezen az olimpián két vívószámban indult: párbajtőrvívásban és kardvívásban. Mind a kettőn csak vívómesterek indulhattak. Kardvívásban ezüstérmes lett, míg párbajtőrvívásban bronzérmet.